# Alloniscus oahuensis
Alloniscus oahuensis là một loài chân đều trong họ Alloniscidae. Loài này được miêu tả khoa học năm 1885 bởi Budde-Lund.